# Bundestagswahlkreis Remscheid
Der Bundestagswahlkreis Remscheid war von 1965 bis 1980 ein Wahlkreis in Nordrhein-Westfalen. Er wurde zur Bundestagswahl 1965 als ein zusätzlicher Wahlkreis in Nordrhein-Westfalen eingerichtet, besaß die Wahlkreisnummer 68 und umfasste die kreisfreie Stadt Remscheid sowie den Ostteil des Rhein-Wupper-Kreises mit Hückeswagen, Radevormwald und Wermelskirchen.
1980 kam Remscheid zum Wahlkreis Solingen – Remscheid und Wermelskirchen zum Wahlkreis Rheinisch-Bergischer Kreis. Hückeswagen und Radevormwald kamen zum Wahlkreis Oberbergischer Kreis. Der letzte direkt gewählte Wahlkreisabgeordnete war Gerhard Braun (CDU). 

## Wahlkreissieger
| Wahl | Name                | Partei | Erststimmen |
| ---- | ------------------- | ------ | ----------- |
| 1976 | Gerhard Braun       | CDU    | 46,0 %      |
| 1972 | Kurt Wüster         | SPD    | 51,9 %      |
| 1969 | Kurt Wüster         | SPD    | 46,1 %      |
| 1965 | Peter Wilhelm Brand | CDU    | 44,8 %      |